# Área metropolitana de Bucaramanga
El Área metropolitana de Bucaramanga es una conurbación colombiana, ubicada en el departamento de Santander, en el valle del Río de Oro. Su municipio principal  es la capital departamental Bucaramanga, y los demás municipios integrantes son Girón, Piedecuesta y Floridablanca. Su población es de 1 306 899 habitantes. Fue creada por la Ordenanza n.º 20 de 1981. Su núcleo es la ciudad de Bucaramanga.

## Área metropolitana
Está conformada por los municipios de Bucaramanga, Floridablanca, Girón y Piedecuesta, pertenecientes a la Provincia Metropolitana, los cuales se encuentran inscritos en la cuenca alta del río Lebrija, y poseen una extensión total de 1078.14 km². Fue creada mediante la Ordenanza n.º 020 del 15 de diciembre de 1981 por la Asamblea de Santander, en la cual se ponía en funcionamiento un área metropolitana, conformada por Bucaramanga, como núcleo principal y las poblaciones contiguas de Girón y Floridablanca.
En el año de 1984, se expidió la ordenanza n.º 048 en la cual se autoriza la entrada del municipio de Piedecuesta al Área metropolitana de Bucaramanga, lo cual fue formalizado el 2 de marzo de 1985, con el Decreto 0332 "Por el cual se integra el municipio de Piedecuesta al Área metropolitana de Bucaramanga".

## Demografía del Área Metropolitana
La población del área metropolitana es de  1 306 899 habitantes, y cuenta con una densidad poblacional de 1 212 habitantes por kilómetro cuadrado. Su distribución se presenta de la siguiente manera:
| Bucaramanga                                   | 68001 | 619703 |
| Floridablanca                                 | 68276 | 339490 |
| San Juan de Girón                             | 68307 | 175720 |
| Piedecuesta                                   | 68547 | 192193 |
| Estimación de población realizada por el DANE |       |        |

Dado que la población total del Departamento de Santander es de 2 340 657 habitantes, en el Área metropolitana de Bucaramanga vive más del 55.8% de los santandereanos.

## Urbanismo
En el área metropolitana de Bucaramanga la economía está basada en el cultivo de tabaco, la joyería, la confección de ropa infantil y de dama, la avicultura y la fabricación de calzado y marroquinería, entre otros renglones. Su arquitectura es bastante moderna, con altos edificios en Bucaramanga, Floridablanca y Girón en los últimos años, y grandes centros comerciales como El Cacique, Megamall, Cabecera VI y V Etapa en Bucaramanga; La Florida, Caracolí y Cañaveral en Floridablanca y DelaCuesta en Piedecuesta.